# Biroella papuana
Biroella papuana is een rechtvleugelig insect uit de familie Morabidae. De wetenschappelijke naam van deze soort is voor het eerst geldig gepubliceerd in 1925 door Bolívar.